# La moglie del dio dei fuochi
La moglie del dio dei fuochi è un romanzo di Amy Tan del 1991, che come molte delle sue opere tratta della ricerca di identità delle donne cinesi-statunitensi e del rapporto, in questo contesto, tra madre e figlia.

## Trama
Il libro si apre con la voce narrativa di Pearl Louie Brandt, figlia nata in America da madre cinese e padre cinese-statunitense, e che attualmente vive a San Jose e lavora come logopedista. La storia inizia quando la madre di Pearl, Winnie Louie, chiama la figlia per chiederle di partecipare, insieme alla sua famiglia, alla festa di fidanzamento di suo cugino Bao-Bao a San Francisco. Pearl è riluttante a fare il favore alla madre, poiché si sente poco coinvolta dalla parte cinese della sua famiglia e sente molto di più la sua identità come americana, forse anche a causa del fatto che ha sposato Phil, un uomo americano. Tuttavia, si sente obbligata a partecipare alle festività di famiglia, perché sa che altrimenti si sentirebbe colpevole. Due giorni prima della festa, Pearl riceve un'altra chiamata dalla madre, che le spiega che la zia Du è morta e che i suoi funerali si terranno il giorno dopo la festa di fidanzamento. Sentendosi un grande fardello sulle spalle, Pearl parte finalmente per San Francisco insieme al marito ed alle due figlie, Tessa e Cleo.
Prima del ritorno di Pearl nella città natale di San Francisco, sua zia Helen, madre di Bao-Bao che è co-proprietaria di un negozio di fiori insieme a Winnie, le fa una richiesta: le intima di dire alla madre che lei (Pearl) ha la sclerosi multipla, segreto che tutti tranne Winnie conoscono in famiglia. Helen insiste, inoltre, sul fatto di soffrire di un tumore maligno e di non voler morire senza che Winnie sia a conoscenza della malattia della figlia. Helen aggiunge che, se Pearl non racconterà tutto alla madre, lo farà lei stessa.
Successivamente, la stessa Helen parla con Winnie e le raccomanda di raccontare tutta la verità sul suo passato a Pearl, perché non potrebbe sopportare di portarsi tali segreti fin nella tomba. Il lettore, in seguito, scoprirà che Helen sa che il proprio tumore è benigno, ma userà la scusa della sua ipotetica morte imminente come pretesto per forzare madre e figlia ad essere oneste l'una con l'altra.
È a questo punto che il romanzo passa al punto di vista narrativo di Winnie Louie, che racconta a Pearl la storia del suo passato. Prima di arrivare negli Stati Uniti, Winnie, il cui vero nome era Weili, ha sopportato indicibili conflitti, lotte e sofferenze. Da piccola fu abbandonata dalla madre, che era una moglie minore e secondaria del padre, e non comprese mai la misteriosa sparizione della persona che l'aveva data alla luce. Fu invece costretta a vivere con suo zio, che aveva due mogli (Zia Nuova e Zia Vecchia), e non si sentì mai realmente amata come sua cugina Peanut, vera figlia dello zio. Tuttavia, quando giunse il momento giusto, le zie di Weili organizzarono il suo matrimonio tradizionale e, grazie all'educazione ed alla stabilità economica del padre originario che l'aveva abbandonata, le fu assicurata anche una buona dote.
Il matrimonio con Wen Fu, che già prima corteggiava Peanut ma trasferì le sue attenzioni su Weili quando venne a sapere che il suo vero padre era molto benestante, si rivelò in realtà un disastro. Wen Fu era un uomo offensivo e crudele, non solo fisicamente, ma anche psicologicamente ed emozionalmente, e Weili riuscì appena a sopravvivere alle sofferenze da lui causate, acuite dallo scoppio e dal passaggio attraverso tutta la seconda guerra mondiale. Durante la sua vita, Weili perdette molti figli, dei quali qualcuno morì appena nato o nacque già morto, ed uno fu mandato via per scappare dalla crudeltà di Wen Fu, ma morì alla tenera età di 5 anni a causa dei morsi delle pulci. Il tema principale nel racconto di Winnie, e attraverso tutto il romanzo, è che la donna aveva compiuto diversi atti importanti "dietro le quinte" dei quali il marito aveva preso tutto il merito, e lei associa la sua situazione a quella raccontata da un'antica fiaba cinese, quella di un uomo terribile e crudele con sua moglie, che non ha nessun riguardo per tutto ciò che lei fa per lui, ma continua a prendersi tutti i meriti in pubblico e ad essere conosciuto come Il Dio dei Fuochi.
Fu durante il periodo della guerra che Weili divenne amica di Helen, il cui nome cinese è Hulan, e raccontando a Pearl della loro amicizia, Winnie le rivela che lei ed Helen non sono mai state davvero imparentate come la famiglia in America crede. Le due erano solo molto amiche, ed avevano passato insieme momenti di avversità e privazioni. Quando Weili conobbe il padre di Pearl, Jimmie Louie, e si trasferì in America prendendo il nome di Winnie, mentì a tutti e disse che Helen era la moglie del suo defunto fratello solo per permettere l'immigrazione dell'amica.
A Pearl è sempre stato detto che il suo padre biologico era Jimmie Louie, marito e padre di buon cuore, oltre che ministro della chiesa battista cinese, tuttavia egli morì quando Pearl era adolescente, e l'allora ragazzina si trovò ad affrontare un periodo di rabbia e dolore. Winnie le spiega che lei ed il futuro marito si conobbero in Cina, ad un ballo di militari americani. Egli era una persona estremamente gentile e simpatica, e diede i nomi occidentali a tutte le ragazze cinesi presenti al ballo; i due si innamorarono, e Jimmie la aiutò a fuggire dal suo tormentato matrimonio. Nella cultura cinese, per ottenere un divorzio i documenti devono essere firmati da due testimoni, ed al tempo furono Helen e la zia Du che assunsero questo ruolo. Tuttavia, ad un primo tentativo, Wen Fu strappò i documenti di divorzio, e quando Winnie si ripresentò con le carte firmate acconsentì, ma prima la stuprò. Il più grande segreto della storia che Winnie racconta a Pearl è quello della violenza subìta dall'ex-marito e che è stato il reale momento del concepimento della figlia. Solo quando ricevette la conferma della morte di Wen Fu pervenutale dalla Cina, Winnie iniziò a sentirsi davvero libera da tutte le sue sofferenze. Credendo di informare Helen di questo segreto per la prima volta nella sua vita, Winnie continua dicendo che ha sempre tentato di amare Pearl più di tutto perché pensava fosse la figlia di Wen Fu, non solo per la sua somiglianza con il bambino di 5 anni perso in Cina. Tuttavia, la sorpresa più grande per Winnie viene da Helen, che le svela che aveva sempre saputo tutto dello stupro, rendendosene conto in quel tempo lontano non appena la giovane Weili era tornata a casa dopo l'incontro con Wen Fu.
Dopo la storia raccontata da Winnie, finalmente anche Pearl le rivela il segreto della sua malattia, e quando arriva il momento del matrimonio di Bao-Bao, madre e figlia hanno imparato a conoscersi meglio e ad apprezzare le rispettive idee, credenze e prese di posizione. Verso la fine della storia, vediamo Winnie recarsi in un negozio che vende articoli religiosi, e vi trova un piccolo altare con in cima una Dea senza nome. Il commerciante le vende l'articolo a metà prezzo, poiché si crede che una divinità senza nome porti cattiva sorte, tuttavia Winnie lo porta alla figlia e rinomina la dea Signora Senzadolore, in onore della moglie del dio dei fuochi, che ha sopportato di tutto senza ricevere nessun riconoscimento per tutto ciò che aveva fatto, e tuttavia ha sempre mantenuto la sua forza. Nella scena finale del romanzo, Helen rivela che sta pianificando un viaggio in Cina, un viaggio che lei, Pearl e Winnie faranno insieme.